# Agrostis reuteri
Agrostis reuteri é uma espécie de gramínea do gênero Agrostis, pertencente à família Poaceae.